# Canton d'Orgères-en-Beauce
Le canton d'Orgères-en-Beauce est une ancienne division administrative française située dans le département d'Eure-et-Loir et la région Centre-Val de Loire.

## Géographie
Ce canton était organisé autour d'Orgères-en-Beauce dans l'arrondissement de Châteaudun. Son altitude variait de 112 m (Bazoches-en-Dunois) à 143 m (Nottonville) pour une altitude moyenne de 137 m.

## Histoire
Le canton d'Orgères est formé en 1790 à partir de dix paroisses de l'élection de Châteaudun et de sept paroisses de l'élection d'Orléans (Tillay-le-Péneux, Bazoches-les-Hautes, Baigneaux, Dambron, Lumeau, Poupry, Terminiers).

## Administration

### Conseillers généraux de 1833 à 2015
| Période | Période       | Identité                                              | Étiquette     | Qualité |
| ------- | ------------- | ----------------------------------------------------- | ------------- | --- |
| 1833    | 1845          | Pierre Jean-Baptiste Barillon                         |               | Notaire, juge de paix d'Orgères-en-Beauce propriétaire à Terminiers                                                                               |
| 1845    | 1852 (décès)  | Baron puis Marquis Charles d'Argent de Deux-Fontaines |               | Ancien officier, maire de Bouville, puis de Cloyes                                                                                                |
| 1852    | 1870          | Narcisse Besseteaux (1807-1882)                       |               | Propriétaire, maire de Fontenay-sur-Conie |
| 1870    | 1888 (décès)  | Pierre Dreux-Linget                                   | Centre gauche | Propriétaire, maire de Cormainville Député (1876-1885) Sénateur (1885-1888)                                                                       |
| 1888    | 1916 (décès). | Achille Valen                                         | Rad.          | Médecin Maire d'Orgères-en-Beauce (1872-1916) |
| 1916    | 1919          | siège vacant                                          |               | |
| 1919    | 1922          | Henri Lhomme                                          |               | Médecin Maire de Dangeau |
| 1922    | 1940          | Socrate Billault                                      | Rad.          | Entrepreneur de travaux publics Maire de Bazoches-en-Dunois                                                                                       |
|         |               |                                                       |               | |
| 1945    | 1949          | Léon Roger                                            | SFIO          | Cultivateur, conseiller municipal de Péronville                                                                                                   |
| 1949    | 1979          | Jean Perdereau                                        | CNIP          | Agriculteur à Tillay-le-Péneux, Vice-Président de la fédération des exploitants d'Eure-et-Loir                                                    |
| 1979    | 1998          | René Audouin                                          | PS puis DVG   | Inspecteur de l'Education Nationale Maire d'Orgères-en-Beauce                                                                                     |
| 1998    | 2015          | Albéric de Montgolfier                                | DVD puis UMP  | Avocat Conseiller municipal de Terminiers Président du conseil général d'Eure-et-Loir (2001-2017) Élu en 2015 dans le canton des Villages Vovéens |

### Conseillers d'arrondissement (de 1833 à 1940)
| Période                                  | Période | Identité                             | Étiquette | Qualité |
| ---------------------------------------- | ------- | ------------------------------------ | --------- | --- |
| 1833                                     | 1836    | Louis Philippe Forteau (1783-1861)   |           | Cultivateur, maire de Lumeau                                                                                |
| 1836                                     | 1848    | Germain Charles Courtois (1783-1849) |           | Maire de Terminiers                                                                                         |
|                                          |         |                                      |           | |
| 1919                                     | 1922    | René Faucheux                        |           | Cultivateur, maire de Dambron                                                                               |
| 1922                                     |         | M. Martin                            | Radical   | |
| 1940                                     |         |                                      |           | Les conseils d'arrondissement ont été suspendus par la loi du 12 octobre 1940 et n'ont jamais été réactivés |
| Les données manquantes sont à compléter. |         |                                      |           | |

## Composition
Le canton d'Orgères-en-Beauce regroupait dix-sept communes et comptait 5 025 habitants (recensement de 1999 sans doubles comptes).
| Communes            | Population (2012) | Code postal | Code Insee |
| ------------------- | ----------------- | ----------- | ---------- |
| Baigneaux           | 196               | 28140       | 28019      |
| Bazoches-en-Dunois  | 237               | 28140       | 28028      |
| Bazoches-les-Hautes | 289               | 28140       | 28029      |
| Cormainville        | 192               | 28140       | 28108      |
| Courbehaye          | 129               | 28140       | 28114      |
| Dambron             | 104               | 28140       | 28121      |
| Fontenay-sur-Conie  | 110               | 28140       | 28157      |
| Guillonville        | 419               | 28140       | 28190      |
| Loigny-la-Bataille  | 174               | 28140       | 28212      |
| Lumeau              | 177               | 28140       | 28221      |
| Nottonville         | 252               | 28140       | 28283      |
| Orgères-en-Beauce   | 1 024             | 28140       | 28287      |
| Péronville          | 235               | 28140       | 28296      |
| Poupry              | 110               | 28140       | 28303      |
| Terminiers          | 917               | 28140       | 28382      |
| Tillay-le-Péneux    | 293               | 28140       | 28390      |
| Varize              | 167               | 28140       | 28400      |

## Démographie
| 1962  | 1968  | 1975  | 1982  | 1990  | 1999  | 2006  | 2011  | 2012  |
| ----- | ----- | ----- | ----- | ----- | ----- | ----- | ----- | ----- |
| 6 725 | 6 322 | 5 613 | 5 088 | 4 947 | 5 025 | 5 424 | 5 673 | 5 643 |